# Elaphocera dalmatina
Elaphocera dalmatina är en skalbaggsart som beskrevs av Victor Ivanovitsch Motschulsky 1859. Elaphocera dalmatina ingår i släktet Elaphocera och familjen Melolonthidae. Inga underarter finns listade i Catalogue of Life.